# توني كليج
توني كليج (بالإنجليزية: Tony Clegg)‏ (8 نوفمبر 1965 في المملكة المتحدة - ) هو لاعب كرة قدم بريطاني في مركز الدفاع. لعب مع برادفورد سيتي ونادي يورك سيتي ونادي تشورلي.